# Karashizuke
Karashizuke (からし漬け?) (からし漬け?) è un tipo di sottaceto giapponese.

## Descrizione
Come altre forme di kasuzuke, le verdure vengono messe sottaceto nella feccia del sake (sake kasu) con sale, zucchero e mirin. La caratteristica distintiva del karashizuke è l'aggiunta di senape forte alla preparazione.
Nasu Karashizuke (melanzane sottaceto con senape e feccia di sake) è un tipo popolare di karashizuke.